# Крістіан Нерлінгер
Крістіан Нерлінгер (нім. Christian Nerlinger, нар. 21 березня 1973, Дортмунд) — німецький футболіст, що грав на позиції півзахисника. По завершенні ігрової кар'єри — спортивний функціонер.
Виступав, зокрема, за «Баварію» та «Боруссію» (Дортмунд), а також національну збірну Німеччини.

## Клубна кар'єра
Народився 21 березня 1973 року в місті Дортмунд. Вихованець футбольної школи клубу TSV Forstenried, з якої 1985 року потрапив в академію «Баварії».
Після того, як  Нерлінгер сім років грав в юнацьких командах «Баварії», в 1992 році він був переведений до першої команди, але не провів жодного матчу Бундесліги в своєму дебютному сезоні. Лише з наступного сезону 1993/94 він став виступати в першій команді, граючи разом в півзахисті з такими зірками як Жоржиньйо, Лотар Маттеус, Мехмет Шолль, Ян Ваутерс та Крістіан Циге. Нерлінгер дебютував в Бундеслізі 7 серпня 1993 року в домашньому матчі проти «Фрайбурга» (3:1). У третьому турі Крістіан забив свій перший гол в офіційному матчі професіоналів у ворота «Динамо» (Дрезден). Зігравши в тому сезоні 32 гри, він виграв чемпіонат, свій перший національний титул у кар'єрі. 1997 року він повторив цей успіх, а за рік до того він виграв з командою Кубок УЄФА, щоправда в обох фінальних матчах проти «Бордо» Нерлінгер залишався на лаві запасних. Наступного року мюнхенці з Крістіаном у складі виграли Кубок німецької ліги, а в 1998 році і Кубок Німеччини. В цілому Нерлінгер провів за рідний клуб 156 матчів в Бундеслізі і забив 27 голів.
Незважаючи на те, що Крістіан був стабільним гравцем, влітку 1998 року він перейшов до складу суперників — «Боруссії» (Дортмунд). Новий сезон 1998/99 півзахисник розпочав разом з такими не менш відомими гравцями як Деде, Андреас Меллер, Штефан Ройтер і Ларс Ріккен, але в дортмундському клубі не став основним гравцем і лише епізодично використовувався. За цей час він зіграв там 59 разів і забив два м'ячі.
Влітку 2001 року уклав контракт з шотландським «Рейнджерсом».  Дебютував за новий клуб 27 липня 2001 року в матчі проти «Абердіна» (3:0), в якому забив гол. Проте і в цьому клубі не став основним гравцем, здебільшо залишаючись резервістом. У першому ж сезоні клуб виграв Кубок Шотландії і Кубок шотландської ліги, рік по тому захистили ці два трофеї, а також стали чемпіоном Шотландії. Всього ж Нерлінгер зіграв за клуб 25 матчів у чемпіонаті і забив два голи.
Влітку 2004 року перейшов до клубу «Кайзерслаутерн». Через хронічну травму рідко грав у першій команді і за півтора року провів лише дев'ять матчів. У грудні 2005 року він закінчив ігрову кар'єру через проблеми із здоров'ям. Його останній матч Бундесліги відбувся 5 листопада 2005 року пороти «Герти».

## Виступи за збірні
Протягом 1993—1994 років залучався до складу молодіжної збірної Німеччини. На молодіжному рівні зіграв у 22 офіційних матчах, забив 10 голів.
5 вересня 1998 року дебютував в офіційних іграх у складі національної збірної Німеччини в товариському матчі проти збірної Румунії (1:1). У цій грі він забив єдиний гол за німців. Протягом кар'єри у національній команді провів у формі головної команди країни 6 матчів, забивши 1 гол.

## Подальше життя
Після закінчення своєї професійної кар'єри Нерлінгер почав вивчення міжнародного ділового адміністрування в Мюнхенькій бізнес школі, а також провів семестр за кордоном в Вільному університеті Больцано, вивчаючи італійську мову. 1 липня 2008 року він зайняв новостворену посаду менеджера команди в «Баварії». Він повинен грати роль посередника між тренерським штабом і радою.
1 липня 2009 року він обійняв посаду спортивного директора «Баварії», де працював до 2 серпня 2012 року, після чого був замінений на Маттіаса Заммера.
25 липня 2014 року було оголошено, що Нерлінгер став генеральним директором SAM Sports, агентства спортивного менеджменту телевізійної групи ProSiebenSat.1 Media.

## Титули і досягнення
- Чемпіон Німеччини (2):

«Баварія»: 1993–94, 1996–97
- Володар Кубка Німеччини (1):

«Баварія»: 1997–98
- Володар Кубка німецької ліги (1):

«Баварія»: 1997
- Чемпіон Шотландії (1):

«Рейнджерс»: 2002–03
- Володар Кубка Шотландії (2):

«Рейнджерс»: 2001–02, 2002–03
- Володар Кубка шотландської ліги (2):

«Рейнджерс»: 2001–02, 2002–03
- Володар Кубка УЄФА (1):

«Баварія»: 1995–96

## Особисте життя
Батько футболіста, Гельмут Нерлінгер, теж був професійним футболістом і також грав за «Баварію» та «Боруссію» (Дортмунд).